# Lieber Code
De Lieber Code  van 24 april 1863 is een van de vroegste codificaties van het oorlogsrecht. Ze is ook bekend als de Instructions for the Government of Armies of the U.S. in the Field, General Order N° 100 en de Lieber Instructions.
De Lieber Code werd opgesteld door de Duits-Amerikaanse jurist Francis Lieber in opdracht van president Abraham Lincoln. Na de presidentiële ondertekening gold ze voor de troepen van de Unie tijdens de Amerikaanse Burgeroorlog (1861–1865).
De code schreef voor dat de burgerbevolking goed moest worden behandeld zolang deze zich niet verzette. Als ze in opstand kwam of guerrilladaden stelde, was repressie gerechtvaardigd: boetes, confiscatie en vernieling van eigendom, opsluiting, deportatie, gijzelneming... Schieten op zicht was toegelaten tegen niet-geüniformeerden die zich vijandig gedroegen of aan sabotage deden. Vandaar dat de Lieber Code gebruikt werd om oorlogsmisdaden in de Filipijns-Amerikaanse Oorlog te vergoelijken.
De Verklaring van Brussel (1874) was geïnspireerd door de Lieber Code.